# Minimo di Maunder

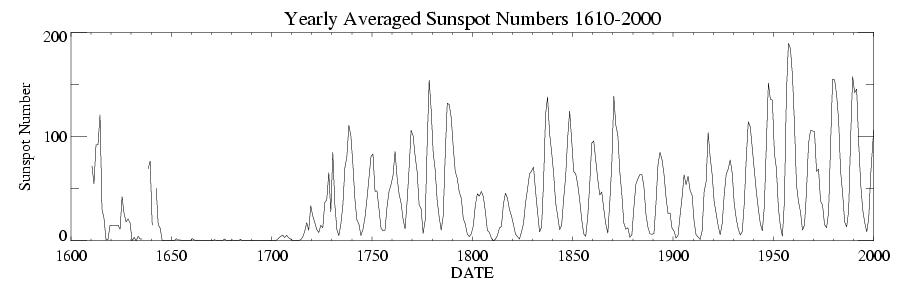
Il Minimo di Maunder in un grafico che riporta la storia di 400 anni del numero di macchie solari

Il minimo di Maunder è il nome dato al periodo che va circa dal 1645 al 1715, caratterizzato da un'attività solare molto scarsa, ovvero una situazione in cui il numero di macchie solari presenti sulla fotosfera solare  divenne estremamente basso. È così chiamato dal nome degli astronomi solari britannici Edward Walter Maunder e Annie Russell Maunder che vissero tra Ottocento e Novecento, i quali scoprirono la mancanza di macchie solari in quel periodo studiando le cronache storiche dell'epoca: durante un periodo di 30 anni del minimo di Maunder, gli astronomi osservarono infatti solamente circa 50 macchie, invece delle normali 40 000 o 50 000.

## Descrizione
L'inizio del Minimo di Maunder fu brusco e avvenne in pochi anni, senza alcun fenomeno precursore, invece durante la sua fase finale, tra il 1700 ed il 1712, l'attività solare riprese gradualmente ad aumentare. Il fenomeno coincise con la parte centrale e più fredda della cosiddetta piccola era glaciale, durante la quale l'Europa e il Nord America, e forse anche il resto del mondo (per il quale non ci sono dati certi) subirono inverni estremamente freddi. Particolarmente freddo fu l'anno 1709, quando ghiacciarono persino il lago di Garda e la laguna di Venezia.

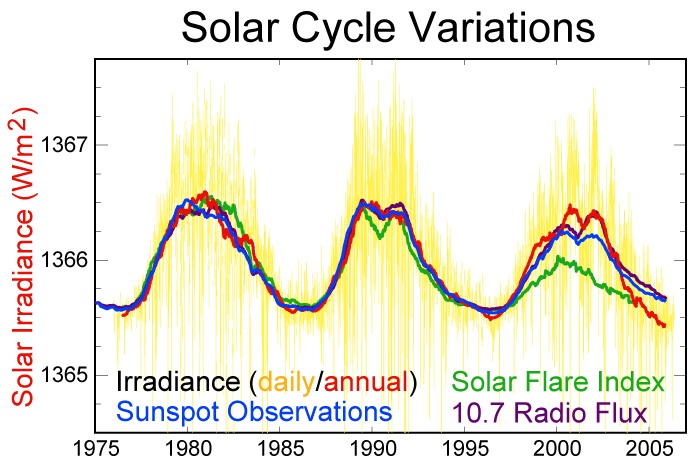
Variazione dell'irraggiamento solare negli ultimi 30 anni (la linea rossa indica la media annuale, quella gialla i valori giornalieri). Su circa 1366 watt totali, l'oscillazione è di pochi watt

Dati recentemente pubblicati suggeriscono che durante tale fase il Sole si espanse e la sua rotazione rallentò. Si suppone, ma non ancora confermato, che un Sole più grande e in lenta rotazione sia anche un Sole più freddo, fornendo meno calore alla Terra (il motivo dell'espansione e contrazione del Sole non è ancora conosciuto, ma potrebbe essere un normale ciclo di attività simile al ciclo undecennale solare, solamente molto più lungo).
Uno studio condotto da Gerald Meehl e i colleghi del Centro nazionale per gli studi atmosferici degli Stati Uniti d'America nel primo decennio degli anni 2000, sembra effettivamente dimostrare una correlazione tra macchie solari (e quindi attività del sole) con cicli del clima, anche se il modello ha sollevato alcune critiche e dubbi legati al breve periodo su cui esso è stato testato e sulle semplificazioni da esso indotte nella modellizzazione del sistema oceano-atmosfera. Un rapporto di causa-effetto tra la bassa attività delle macchie solari e gli inverni più freddi, inoltre è ancora oggetto di discussione da parte della comunità scientifica non essendo stati rilevati significativi aumenti della costante solare negli ultimi 50 anni dalle rilevazioni dei satelliti artificiali visto il forte aumento di macchie solari in questo periodo.